# Diversamente pazzesca
Diversamente pazzesca è un singolo della cantautrice italiana Annalisa Minetti pubblicato il 26 luglio 2024 in concomitanza con l'inizio delle Olimpiadi di Parigi 2024.

## Descrizione
Il singolo è stato cantato in anteprima a Palazzo dei Priori a Viterbo durante il "Festival del volontariato" il 20 maggio 2024.
Il brano è stato scritto da Laura Polverini e Marcello Balena per la musica e per il testo sempre da Laura Polverini con Chiara Peduzzi. È prodotto da Roberto Panfili, edizioni Zero4leo Music srl, pubblicato su etichetta Studio 63 con distribuzione Pirames International.
Riguardo al singolo Annalisa Minetti ha detto:

## Video musicale
Il video musicale del singolo è stato pubblicato il 25 luglio 2024, con un giorno d'anticipo rispetto al singolo. La regia di Giacomo Ligi e il montaggio di Eugenio Bollani.
Il video ha una durata di 2 minuti e 49 secondi. Nato da un'idea di Laura Polverini è stato girato ai Nightingale Studios nei pressi di Roma.
Oltre all'esecuzione del brano nel videoclip sono inclusi contributi video da eventi che hanno visto protagonista Annalisa negli anni, tratti da programmi televisivi ed eventi sportivi.

## Tracce
1. Diversamente pazzesca – 2:47 (testo: Laura Polverini, Chiara Peduzzi – musica: Laura Polverini, Marcello Balena)

## Formazione
- Voce: Annalisa Minetti
- Arrangiamento, chitarre e programmazione: Davide Aru
- Pianoforte e programmazione archi: Stefano Zavattoni
- Basso elettrico: Gabriele Cannarozzo
- Cori: Laura Polverini
- Mix e Mastering: Francesco Luzzi Mulino Recording